# Église de la Vierge Marie d'Ivano-Frankivsk
L'église de la Vierge Marie est une église paroissiale collégiale et le bâtiment le plus ancien de la ville d'Ivano-Frankivsk, en Ukraine. L'ensemble de l'église comprend un bâtiment principal et un beffroi reconstruit après la chute de l'Union soviétique. L'église qui est classée héberge le Musée d'art de Ciscarpathie.

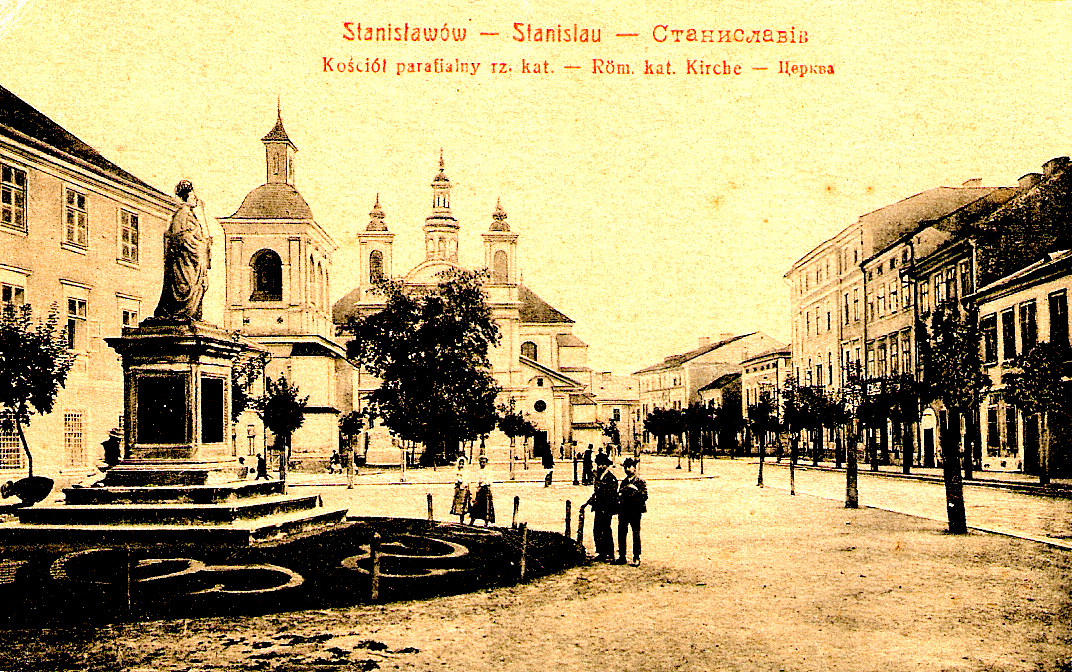
Carte postale de 1900 avec l'église de la Vierge Marie en arrière-plan.

## Galerie d'images

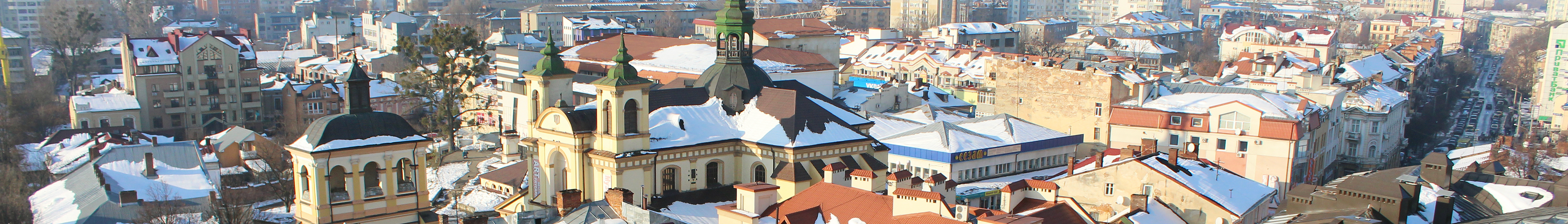
Vue aérienne de la ville enneigée, l'église est sur la gauche.

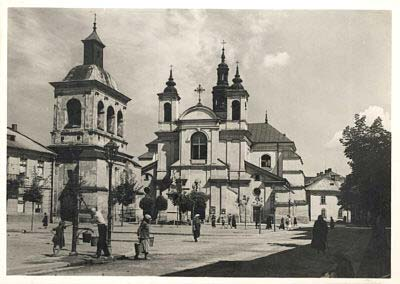
Vue datant de la première moitié du XXe siècle ; le beffroi d'origine est encore présent. Photographie d'Adam Lenkiewicz.
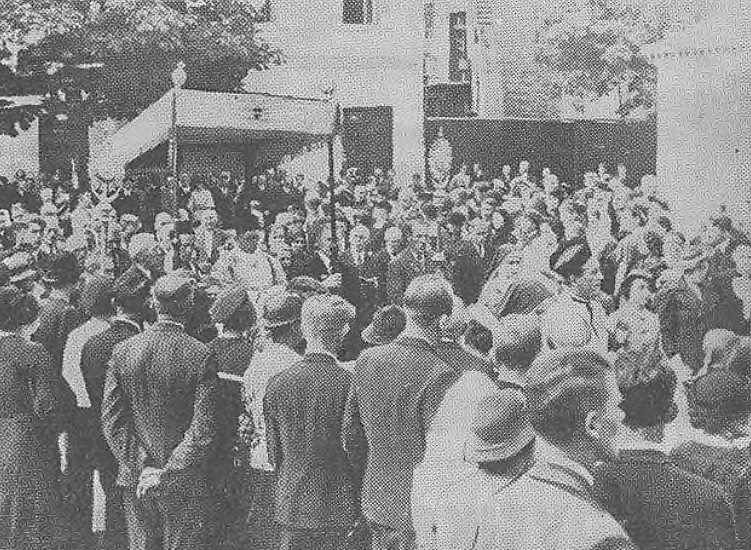
Entrée en fonction du curé Kazimierz Bilczewski, 1936.
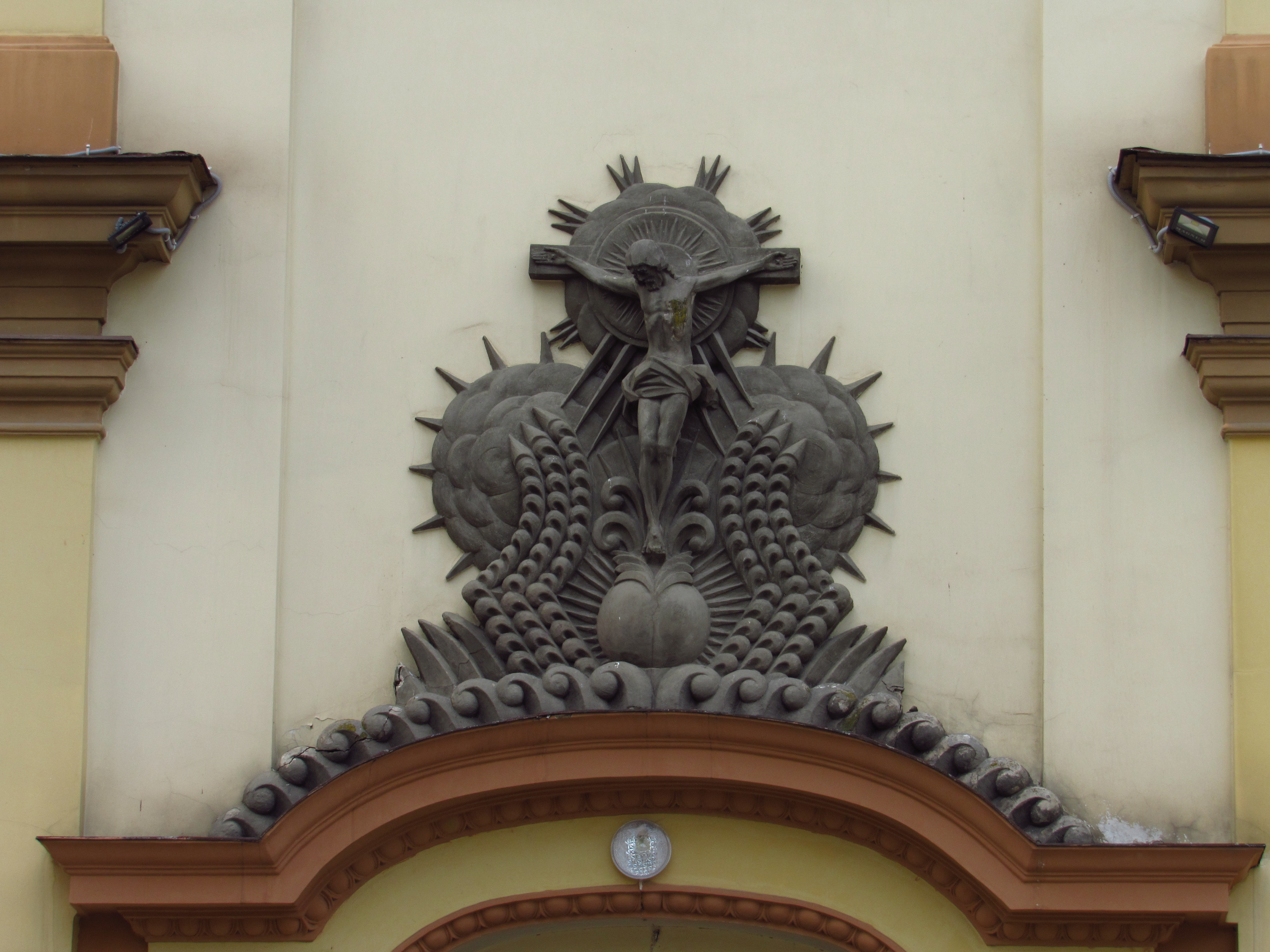
Détail du portail.
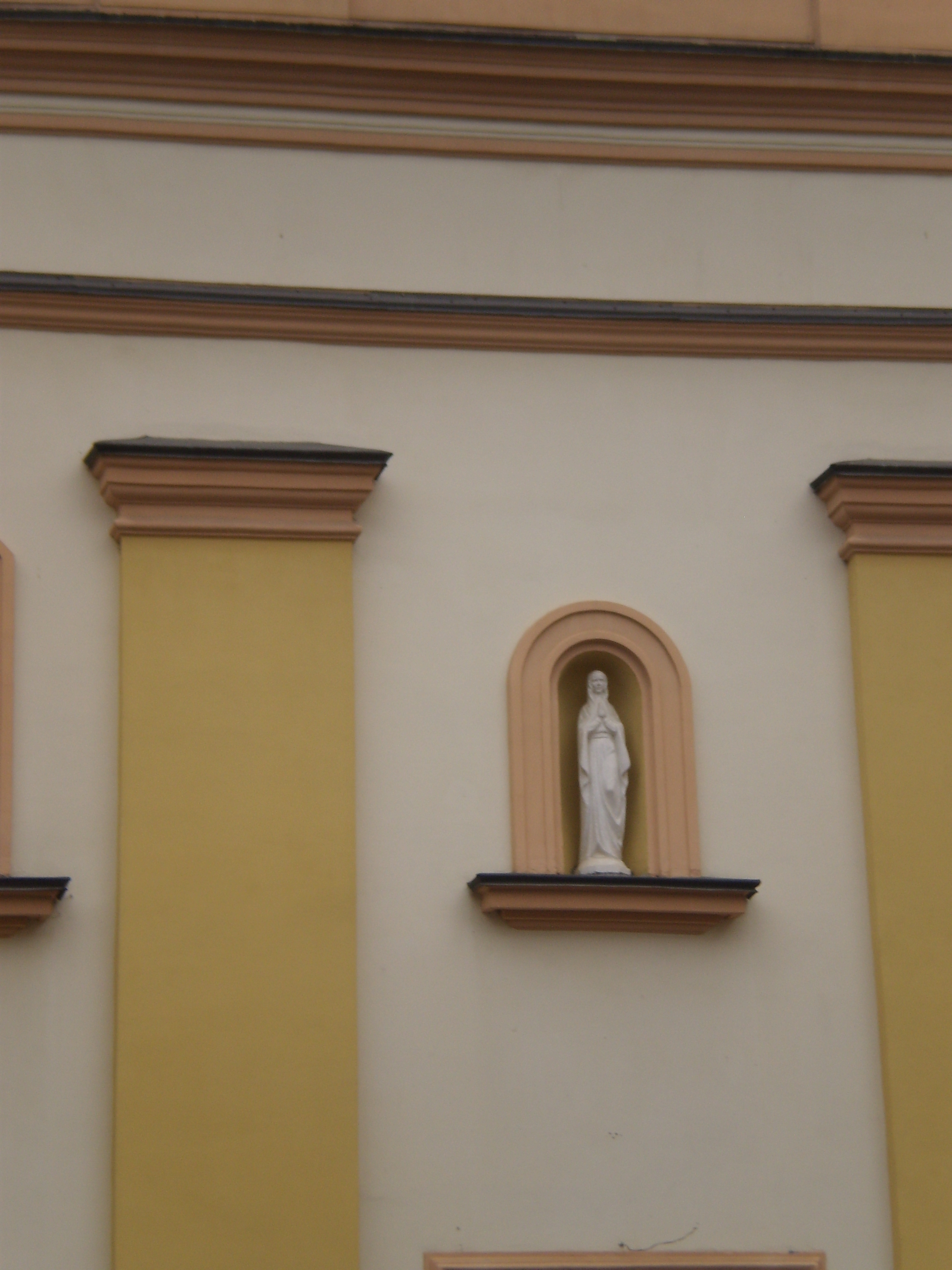
Détail de la façade.
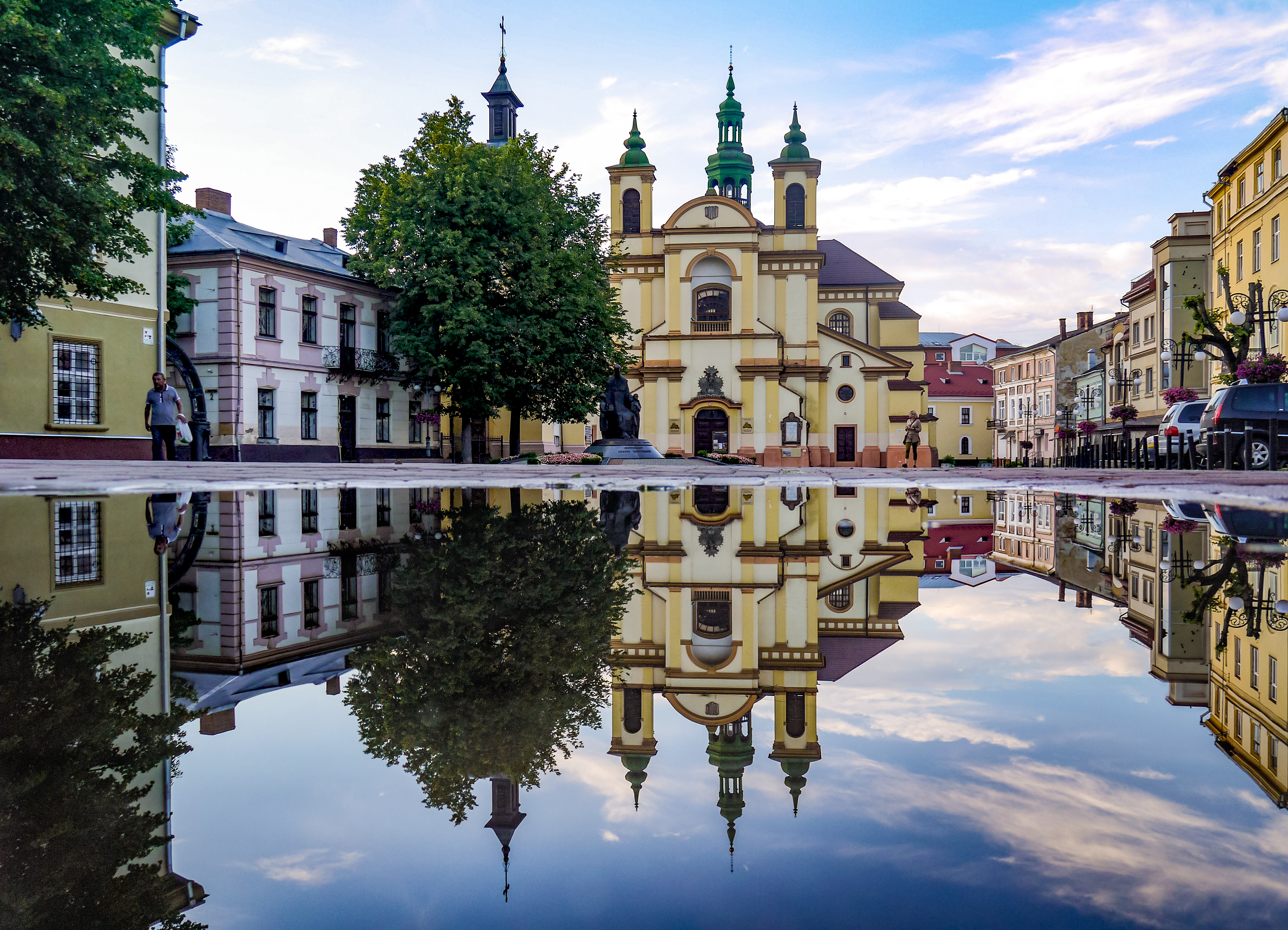
Vue depuis le plan d'eau.